# Papyrus 107

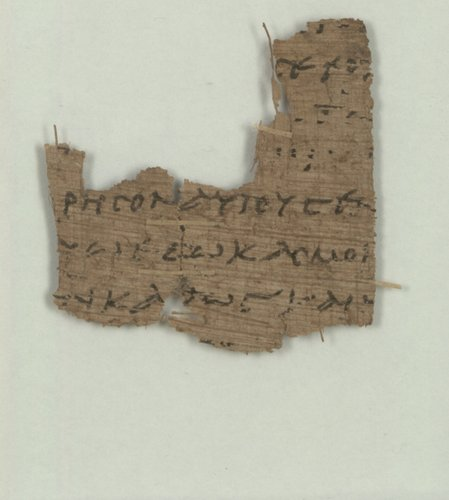
Papyrus 107

Papyrus 107 (volgens de nummering van Gregory-Aland) of {\displaystyle {\mathfrak {P}}^{107}}, of P.Oxy. 4446, is een fragment van een oud Grieks afschrift van het Nieuwe Testament op papyrus. Het bevat het Evangelie volgens Johannes 17: 1-2; 11; fragmenten. Op grond van schrifttype wordt een ontstaan vroeg in de 3e eeuw aangenomen.
Het wordt bewaard in de Papyrologie afdeling van de Art, Archaeology and Ancient World Library in Oxford Verenigd Koninkrijk.

## Tekst
De Griekse tekst van de codex vertegenwoordigt de Alexandrijnse tekst. Het is verwant aan de Codex Washingtonianus.

### Officiële registratie
- "Continuation of the Manuscript List" Institute for New Testament Textual Research, Universiteit van Münster. Retrieved April 9, 2008